# Xã Hamlin, Quận Audubon, Iowa
Xã Hamlin (tiếng Anh: Hamlin Township) là một xã thuộc quận Audubon, tiểu bang Iowa, Hoa Kỳ. Năm 2010, dân số của xã này là 252 người.